# Gravity (песня Джона Мейера)
«Gravity» (с англ. — «Притяжение») — песня американского рок-музыканта и автора песен Джона Мейера с его второго студийного альбома Continuum (2006). Песня была написана самим певцом, а его сопродюсером стал Steve Jordan. Удостоена премии Грэмми в категории Лучшее сольное вокальное рок-исполнение (2009).

## История
Песня получила положительные отзывы музыкальной критики и интернет-изданий, например журнал Billboard назвал сингл «спокойным, блюзовым номером, убедительно околдовывающим духом его кумира Бадди Гая». Мейер исполнил свою песню вместе с Корин Бэйли Рэй и Джоном Леджендом в их совместном выступлении на 49-й церемонии Грэмми: сначала они вместе представили песню «Like a Star» Корин Бэйли Рэй, затем «Coming Home» Ледженда, и в конце «Gravity». Трио представил Стиви Уандер, а Мейеру подпевали Корин и Ледженд (в качестве бэк-вокалистов; Ледженд также играл на фортепиано). И только через 2 года песня получит Грэмми.
3 марта 2007 года сингл дебютировал на № 71 в основном мультижанровом хит-параде США Billboard Hot 100 и оставался в чарте 4 недели (2 недели в марте и 2 недели в мае).
В 2009 году песня получила премию Грэмми в категории Лучшее сольное вокальное рок-исполнение.
Журнал Rolling Stone включил песню в свой «Список 100 лучших гитарных песен всех времён» (100 Greatest Guitar Songs Of All Time; № 84).
Семья американского астронавта Чарлза Хобо 11 августа 2007 года выбрала «Gravity» в качестве мелодии-вызова для звонков на космический корабль Space Shuttle «Индевор» STS-118 (согласно давней традиции НАСА).

## Участники записи
- Джон Мейер — вокал, гитара
- Пино Палладино — бас-гитара, бэк-вокал
- Стив Джордан — ударные, перкуссия
- Ларри Голдингс — клавишные

## Чарты
| Чарт (2007)                         | Высшая позиция |
| ----------------------------------- | -------------- |
| Канада Hot Canadian Digital Singles | 23             |
| США US Billboard Hot 100            | 71             |
| США US Billboard Pop Songs          | 66             |
| США US Billboard Adult Pop Songs    | 10             |

## Сертификации
| Регион | Сертификация | Продажи   |
| --- | ------------ | --------- |
| Дания (IFPI Danmark) | Золотой      | 4000      |
| США (RIAA) | Платиновый   | 1 000 000 |
| ^ Данные о тиражах приведены только на основе сертификации. · Данные о продажах + прослушиваниях приведены только на основе сертификации. |              |           |